# سنگ‌نوشته آجرهای لعابی کاخ آپادانای تخت جمشید
سنگ‌نوشته آجرهای لعابی کاخ آپادانای تخت جمشید احتمالاً در سه خط مختلف پارسی باستان، ایلامی و بابلی و در جبهه شمالی کاخ آپادانا قرار گرفته بودند که در طول زمان نابود شده‌اند. پس از کاوش‌های باستان شناسان آمریکایی در دهه ۱۳۵۰ خورشیدی این کتیبه را به موزه شیکاگو بردند. این کتیبه‌ها دارای کاشی‌های رنگینی با خطوط میخی ایلامی، پارسی باستان و بابلی بودند. ارنست هرتسفلد باستان‌شناس آمریکایی مقداری کاشی رنگین با خطوط میخی فارسی باستان و بابلی در پای دیوار ایوان شرقی در داخل حیاط یافت که به شیکاگو فرستاد که اکنون در موزه شیکاگو نگهداری می‌شود. قسمت فارسی باستان این کتیبه؛ لوحی است به طول ۱۳۷ سانتی‌متر و عرض ۱۱۴ سانتی‌متر مرکب از ۳۵ آجر (کاشی)، هر یک به ضخامت ۹ و طول ۳۸ سانتی‌متر و ۱۴ نیمه آجر که در موزه شرق‌شناسی شیکاگو به شماره A24112 نگهداری می‌شود.
باستان‌شناس آمریکایی اریش فریدریش اشمیت هم تعداد زیادی تکه آجر لعابدار با حروف میخی ایلامی در حیاط آپادانا نزدیک پلکان ایوان شمالی کشف کرد که بر آنها تنها قسمتی از کلمات داریوش، خشایارشا و پدر را خوانده‌اند و به همین دلیل احتمال می‌دهند که این تکه‌های منقوش، متعلق به کتیبه ایلامی بوده که مضمون همان لوح فارسی باستان خشایارشا را نقل می‌کرده است.